# Église Notre-Dame-de-la-Consolation de Tourcoing
L'église Notre-Dame-de-la-Consolation est une église catholique de Tourcoing dans le  département du Nord. Elle appartient à l'archidiocèse de Lille.

## Histoire et description
L'église de briques a été construite en 1911 sur les plans de Jean-Baptiste Maillard en style néo-gothique et dédiée à Notre-Dame de la Consolation. Elle souffre de dommages pendant la guerre de 1914-1918, mais surtout de bombardements en mai 1940 et en octobre 1944, à la suite de la chute d'un V2. À cause de la baisse brutale de la pratique catholique à partir des années 1970-1980, l'église est moins entretenue et l'évêque de Lille, Mgr Defois, qui a plusieurs démolitions d'églises à son actif dans le diocèse, décide de la démolir à la fin des années 1990. Cependant, une association de paroissiens prend les affaires en mains et profite du classement de la bourloire à proximité, ce qui suppose la préservation des édifices alentour. Finalement l'évêché prend la décision de réhabiliter l'église en décembre 2003. La restauration s'échelonne de l'été 2004 au mois de mars 2005.
Cette église de briques, qui allie le style néo-gothique à des influences byzantines, présente un plan allongé (sans transept). La façade, assez massive, est ajourée de trois lancettes disposées sous un grand arc feint en ogive aux claveaux sur lesquels alternent la brique et la pierre calcaire ; l'ensemble est surmonté d'une horloge dont l'encadrement de pierre est sculpté de volutes feuillagées. Un petit clocher, percé d'étroites fenêtres en renfoncement, coiffé d'une haute toiture d'ardoises, surplombe la façade. Le portail, formant une serlienne réinventée, est couronné d'un auvent couvert d'ardoises. 
L'église, dont les voûtes des bas-côtés et de l'abside sont peintes en couleur orange, possède une grande poutre de gloire, cas unique dans la région. Elle sépare la nef du chœur et a été restaurée grâce à un concours du Pèlerin Magazine remporté par l'église. La large nef est séparée des bas-côtés par de légères colonnes composites. Le maître-autel de marbre dans l'abside est surmonté d'un groupe sculpté de la Déploration du Christ, la Vierge de Pitié tenant son Fils allongé.
L'église Notre-Dame-de-la-Consolation fait partie de la paroisse Notre-Dame-des-Peuples et se trouve rue du Pont-de-Neuville.